# Jardin des Terroirs
Le jardin des Terroirs est un espace vert du 12e arrondissement de Paris

## Situation et accès
Le jardin se situe sur le parvis de la gare de Paris-Bercy-Bourgogne-Pays d'Auvergne.
Le site est desservi par les lignes de métro 6 et 14 à la station Bercy.

## Historique
Le site a été aménagé dans le cadre de la réorganisation des abords de la gare de Paris-Bercy-Bourgogne-Pays d'Auvergne.
Il est exploité par SNCF Gares & Connexions.

## Activités
Le parc est ouvert 24 h sur 24. 
Le cadre de ce jardin est particulièrement apprécié par les voyageurs dans l'attente de leur train.

## Bâtiments remarquables et lieux de mémoire
Le jardin se situe à proximité du palais omnisports de Paris-Bercy et du parc de Bercy.